# Micha (van Moreset)

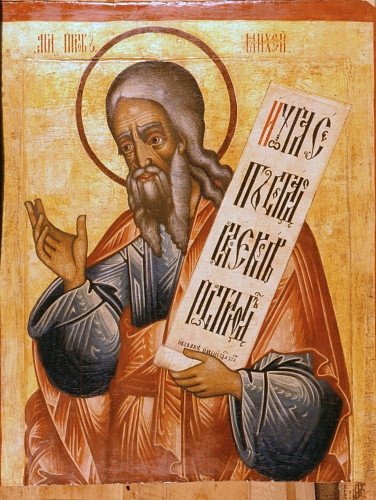
Russisch-orthodox icoon van Micha

Aan de profeet Micha (Hebreeuws: מיכה: "Wie is als JHWH?") wordt het gelijknamige boek Micha in de Hebreeuwse Bijbel toegeschreven dat het zesde is in de serie zogenoemde Kleine profeten.
De profeet kwam uit het plaatsje Moreset-Gat en was volgens het opschrift in 1:1 werkzaam tussen 740 en 700 v.Chr., vermoedelijk in Jeruzalem. In die periode werd het koninkrijk Israël, met als hoofdstad Samaria, veroverd door Assyrië, en werden Juda en Jeruzalem bedreigd. Velen nemen aan dat de tekst in zijn huidige vorm in een latere tijd en na een proces van redactionele bewerkingen tot stand is gekomen. De gehele Hebreeuwse tekst is echter in de 3e eeuw v. Chr. vertaald in het Grieks wat met name de bekende profetie uit Micha 5:1 zo bijzonder maakt.

Het boek Micha bestaat uit profetieën zonder verhalend kader, sommige hebben de vorm van discussies. De stijl van de profetieën is levendig en beeldend.
Micha, afkomstig van het platteland, verkondigt de ondergang van Jeruzalem als straf voor sociaal en godsdienstig onrecht. Hij gaat in tegen profeten in dienst van het hof in Jeruzalem, die de redding van de stad verkondigen. Het centrale thema van het boek is de spanning tussen de belofte van heil en de aankondiging van onheil. Micha verzet zich op verwijtende toon vooral tegen de bovenlaag van de bevolking: grootgrondbezitters, machthebbers, rechters, priesters en profeten, die zich allen aan onrecht schuldig maken. Het boek lijkt een polemische functie te hebben. Het keert zich tegen de opvatting dat Gods heilsbeloften onvoorwaardelijk zijn en losstaan van het gedrag van de mensen. Micha’s boodschap is dat de houding van de Judeeërs er wel degelijk toe doet.

Zijn taal is direct, op de man af, ruwer nog dan die van de boer Amos en zeker minder gecultiveerd dan die van de stadsbewoner Jesaja. Waarschijnlijk stond hij mondeling prekend tussen de mensen, misschien bij voorkeur op het tempelplein: hiervan getuigen de oproepen tot luisteren en horen (bv. 1,2; 3,1), en de stukken in dialoogvorm of met aanhalingen van tegenwerpingen van de toehoorders (bv. 2,6-11). Alhoewel een verhaal van zijn roeping ontbreekt, is hij zich sterk van zijn profetische taak bewust. Hij weet zich vervuld van de kracht van de geest van de HEER (3,8) en onderscheidt zich scherp van de broodprofeten, die de mensen misleiden en naar de mond praten (3,5-7).